# ウィズ・パートナーズ
株式会社ウィズ・パートナーズは東京都港区に本社を置く独立系の投資会社。プライベート・エクイティ・ファンド（未公開株）。

## 沿革
- 1991年 - シーエスケイベンチャーキャピタル株式会社を設立。
- 2010年 - 第三者割当増資を実施してCSKグループから独立、現社名に商号変更。
- 2013年 - Whiz Partners Asia Limitedを設立。ヘッジファンド運用を開始（販売会社・光世証券株式会社）。
- 2015年 - 昭文社と資本・業務提携。
- 2018年 - 武田薬品工業と投資組合設立。
- 2019年 - 日東電工と投資事業有限責任組合設立。